# Luis Váez de Torres

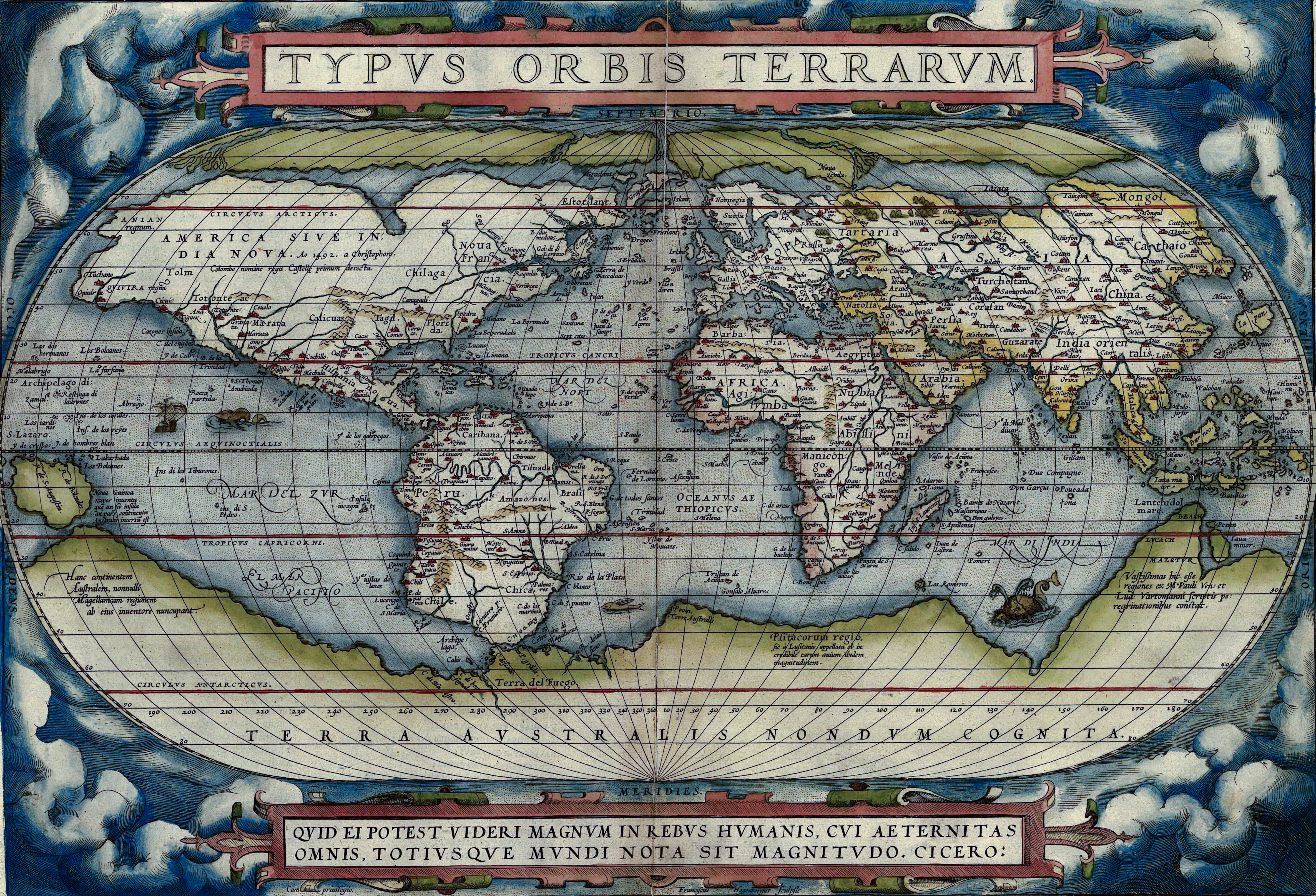
Världen 1570

Luis Váez de Torres, född omkring 1565 (möjligen i Galicien, Baskien eller Portugal), död omkring 1610 i Filippinerna, var en sjöfarare och upptäcktsresande i spansk tjänst och betraktas som upptäckaren av nuvarande Vanuatu och en rad andra öar i Stilla havet.

## Torres tidiga liv
Inget är känt om Torres tidiga liv, han har dock mönstrat på i den spanska flottan och hamnade sedermera i de spanska besittningarna i Sydamerika där han omnämns första gången 1605 när han utnämndes till vice befälhavare i Pedro Fernández de Quirós planerade expedition till Stilla havet för att söka efter Terra Australis.

## Expeditionen till Stilla Havet

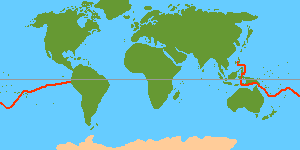
Torres resa

Den 21 december 1605 lämnade konvojen hamnstaden Callao i spanska Peru med tre fartyg, "San Pedro y Paulo" under befäl av Quirós, "Los Tres Reyes" och "San Pedrico" under befäl av Torres och 300 mans besättning.
Under resan upptäcktes en rad öar i området, bland andra Austrialia de Espiritu Santo (Vanuatu) i maj 1606. I oktober samma år kom fartygen ifrån varandra och efter en tids sökande lämnade Torres Espiritu Santo-öarna och fortsatte på den planerade rutten mot Manila. Han anlände till Nya Guineas sydkust som han var den förste att utforska. Därefter fortsatte resan genom sundet mellan Nya Guinea och Australien som nu bär hans namn Torres sund och genom Torressundöarna.
Torres nådde Nya Guineas västra spets den 27 oktober och därifrån fortsatte resan igenom Kryddöarna (nuvarande Moluckerna) förbi Seram, Misool och Halmahera till Ternate dit han anlände i januari 1607. Efter ett uppehåll fortsatte resan den 1 maj mot Manila dit han nådde 22 maj.

## Torres sena liv
Torres lämnade aldrig Manila och dog där 1610 eller 1613.
Hans anteckningar från resan försvann och kom troligen aldrig till hans uppdragsgivares kännedom, först kring 1763 återfanns delar av hans anteckningar i Manila. Delar av anteckningarna publicerades postumt 1770 av Alexander Dalrymple i London.